# 小松芳喬
小松 芳喬（こまつ よしたか、1906年4月1日 - 2000年2月7日）は、日本の経済学者、社会経済史学者。1960年社会経済史学会代表理事。1983年日本学士院会員。1979年日経・経済図書文化賞。

## 来歴
東京市神田生まれ。第一早稲田高等学院を経て、1928年早稲田大学政治経済学部卒業、同大学院進学。1960年経済学博士の学位を取得。
1933年早稲田大学政治経済学部助手、1934年同大学講師。東京外国語学校での語学習得や1937年から1939年までロンドン大学留学。1939年早稲田大学助教授、1942年に教授となった。

## 著書

### 単著
- 『中世英国農村』弘文堂〈教養文庫 113〉、1942年8月。
- 『封建英国とその崩壊過程』弘文堂、1944年7月。
- 『紡績機ものがたり 私たちの社会科教室』国民図書刊行会〈教室文庫〉、1949年2月。
- 『英国資本主義の歩み 農村の近代化過程』早稲田大学出版部〈早稲田選書〉、1953年11月。
- 『英国産業革命史』一条書店、1953年11月。
  - 『英国産業革命史』（普及版）早稲田大学出版部、1991年3月。ISBN 9784657911070。
- 『ハイテイブル イギリス随想』一条書店、1960年1月。
- 『イギリス農業革命の研究 第一次インクロウジャをめぐる諸問題』岩波書店、1961年9月。
- 『三つのゲイヂ』一条書店、1966年8月。
- 『イギリス封建制の成立と崩壊』弘文堂、1971年3月。
- 『雨のコツウォウルヅ』一条書店、1976年12月。
- 『産業革命期の企業者像 綿業王アアクライト伝考』早稲田大学出版部、1979年11月。
- 『鉄道の生誕とイギリスの経済』清明会〈清明会叢書 9〉、1984年10月。
- 『鉄道時刻表事始め ブラドショオ創刊150周年』早稲田大学出版部、1994年5月。ISBN 9784657945235。
- 『イギリス経済史断章』早稲田大学出版部、2000年5月。ISBN 9784657005199。

### 訳書
- マルサス『経済学に於ける諸定義』実業之日本社、1944年9月。
- P.マサイアス『最初の工業国家 イギリス経済史1700-1914年』日本評論社、1972年1月。
  - P.マサイアス『最初の工業国家 イギリス経済史1700-1914年』（改訂新版）日本評論社、1988年7月。ISBN 9784535577299。
- M.M.ポスタン『史実と問題意識 歴史的方法に関する論文集』岩波書店、1974年8月。

### 監修
- 寺尾誠、渡辺国広、中村勝巳『西洋経済史』高村象平・小松芳喬監修、世界書院〈経済学全集 3〉、1965年1月。
- 『経済史の方法』小松芳喬監修、弘文堂、1969年10月。

### 編集
- 高村象平・小松芳喬編輯代表 編『封建制と資本制 野村博士還暦記念論文集』有斐閣、1956年3月。ISBN 9784641060708。

### 共著
- 高村象平、小松芳喬 著、文部省人文科学委員会 編『日本における経済史学の発達』要書房〈人文科学研究叢書 第2編〉、1949年1月。
- 増田四郎、宮下孝吉、高村象平、小松芳喬、五島茂『西洋経済史』 上巻、有斐閣、1955年5月。ISBN 9784641060579。
- 増田四郎、宮下孝吉、高村象平、小松芳喬、五島茂『西洋経済史』 中巻、有斐閣、1956年12月。ISBN 9784641060586。

### 記念論文集
- 増田富寿、中川敬一郎編集委員 編『近代化と工業化 小松芳喬教授還暦記念論文集』一条書店、1968年5月。